# Introspective
Introspective és el quart disc (tercer de material nou) del grup de pop electrònic Pet Shop Boys. Va aparèixer al mes d'octubre de 1988.
Introspective és un disc peculiar entre el catàleg dels PSB: només té sis cançons i totes elles apareixen en versions llargues, orientades principalment cap a la pista de ball (la cançó més curta dura sis minuts i quart). Com en el cas del disc anterior, Introspective fou supervisat per diversos productors, entre ells Trevor Horn, que produí "Left to my own devices" (que, a més, compta amb arranjaments orquestrals). Totes les peces són molt ballables, i mostren la influència que el gènere House estava tenint sobre ells, constatable especialment en els temes "It's alright" o "Always on my mind/In my house".
Per a aquest àlbum, els PSB recuperaren "Always on my mind", que els havia donat un número 1 britànic el Nadal anterior. El primer senzill fou "Domino dancing", produït per Lewis A. Martinée (que li donà un toc proper a la música llatinoamericana) i enregistrat amb una secció d'instruments de vent. Una altra cançó que recuperaren és "I'm not scared", que Lowe i Tennant havien compost per al grup anglès Eighth Wonder, i que significà el seu més gran èxit.
L'any 2001, EMI reedità els primers discos dels Pet Shop Boys, afegint-los un segon CD amb temes inèdits, cares B i noves versions de peces del seu repertori. Aquest segon CD va rebre el nom de "Further listening 1988-1989".

## Temes

### 7 90868 2
1. Left to my own devices - 8,16
2. I want a dog - 6,15
3. Domino dancing - 7,40
4. I'm not scared - 7,23
5. Always on my mind / In my house (Thompson/James/Cristopher) - 9,05
6. It's alright (Sterling Void) - 9,24

### Further Listening 1988-1989
1. I get excited (you get excited too) - 5,35
2. Don Juan (Maqueta) - 4,22
3. Domino Dancing (Maqueta) - 4,47
4. Domino Dancing (Versió alternativa) - 4,52
5. The sound of the atom splitting - 5,13
6. What keeps mankind alive? - 3,26
7. Don Juan (disco mix) - 7,35
8. Losing my mind (disco mix) - 6,09
9. Nothing has been proved (demo for Dusty) - 4,51
10. So sorry i said (demo for Liza) - 3,26
11. Left to my own devices (7" mix) - 4,47
12. It's alright (10" version) - 4,47
13. One of the crowd - 3,56
14. It's alright (7" version) - 4,20
15. Your funny uncle - 2,18

- Tots els temes escrits per Chris Lowe i Neil Tennant menys on s'especifiqui una altra cosa.

## Senzills
1. Always on my mind / Do I have to? (30 de novembre de 1987)
2. Domino dancing / Don Juan (Setembre de 1988)
3. Left to my own devices / The sound of the atom splitting (14 de novembre de 1988)
4. It's alright / One of the crowd - Your funny uncle (1 de juliol de 1989)

## Dades generals
- Pet Shop Boys: Chris Lowe i Neil Tennant.
- Temes publicats per Cage Music Ltd./10 Music Ltd., excepte "Always on my mind" (Screen Gems/EMI Music Ltd.) i "It's alright" (EMI Music Ltd.).
- Disseny de portada: Mark Farrow i Pet Shop Boys.
- Fotografies: Eric Watson.

## Dades per cançó
1. "Left to my own devices". Producció: Trevor Horn i Stephen Lipson. Enginyer de so: Stephen Lipson. Arranjaments orquestrals i direcció: Richard Niles. Veus addicionals: Sally Bradshaw.
2. "I want a dog". Producció: Pet Shop Boys. Enginyers de so: David Jacob i Mike Nielson. Mescles i producció addicional: Franke Knuckles. Enginyer de mescla: John Poppo. Piano solista: John Millan.
3. "Domino dancing". Producció: Lewis A. Martinée per a Pantera Productions. Productors associats: Pet Shop Boys. Enginyers de so: Mike Couzzi i Lewis A. Martinée. Enginyer assistent: Ceaser Sogbe. Mesclat per Lewis A. Martinée, Rick "Billy Bob" Alonso i Mike Couzzi. Teclats addicionals: Fro Sossa, Mike Bakst. Guitarra: Nestor Gómez. Secció de metalls: Tony Conception, Kenneth William Faulk, Dana Tebor, Ed Calle. Arranjaments de metall: Lewis A. Martinée. Partitura: Mike Bakst. Trompeta solista: Tony Conception. Veus addicionals: The Voice In Fashion.
4. "I'm not scared". Producció: Pet Shop Boys i David Jacob. Enginyer de so: David Jacob. Programació de Fairlight: Blue Weaver.
5. "Always on my mind/In my house". Producció: Julian Mendelssohn i Pet Shop Boys. Enginyer de so: Julian Mendelssohn. Programació de Fairlight: Andy Richards i Gary Maugham.
6. "It's alright". Producció: Trevor Horn i Stephen Lipson. Enginyer de so: Stephen Lipson. Veus addicionals: Judy Bennett, Sharon Blackwell, H. Robert Carr, Mario Friendo, Derek Green, Michael Hoyte, Herbie Joseph, Paul Lee, Gee Morris, Dee Rickets, Iris Sutherland, Yvonne White.